# Филипп (отец Антигона I Одноглазого)
Филипп (др.-греч. Φιλιππoς, IV век до н. э.) — отец диадоха Антигона I Одноглазого.
Имя Филиппа, отца Антигона I Одноглазого, называют несколько древних авторов. В античных источниках не  приведены подробности социального статуса родителей Антигона, поэтому историки высказывают об этом различные мнения: некоторые считают, что речь идёт о незнатных людях, другие  связывают их с представителями македонского царского дома. Так, немецкий историк И. Дройзен отождествил отца Антигона с сатрапом части Индии при Александре Македонском, а в словаре У. Смита в связи с этим указывается на их общее элимейское происхождение. По мнению Р. Биллоуза, написавшего монографию про Антигона и его окружение, Филипп, по всей видимости, происходил из аристократического рода. Этот вывод американский антиковед делает, анализируя, в частности, факты биографии жены Филиппа, неизвестной по имени, и их детей. В браке у супругов родились Деметрий (вероятно, старший), Антигон и, возможно, Полемей, а также ещё один сын. Возможно, Филипп с семьёй проживали в Нижней Македонии, недалеко от столицы страны Пеллы. После смерти Филиппа его вдова снова вышла замуж. Согласно Плутарху, в честь отца Антигон назвал одного из своих сыновей.